# Mary Isabel Portman

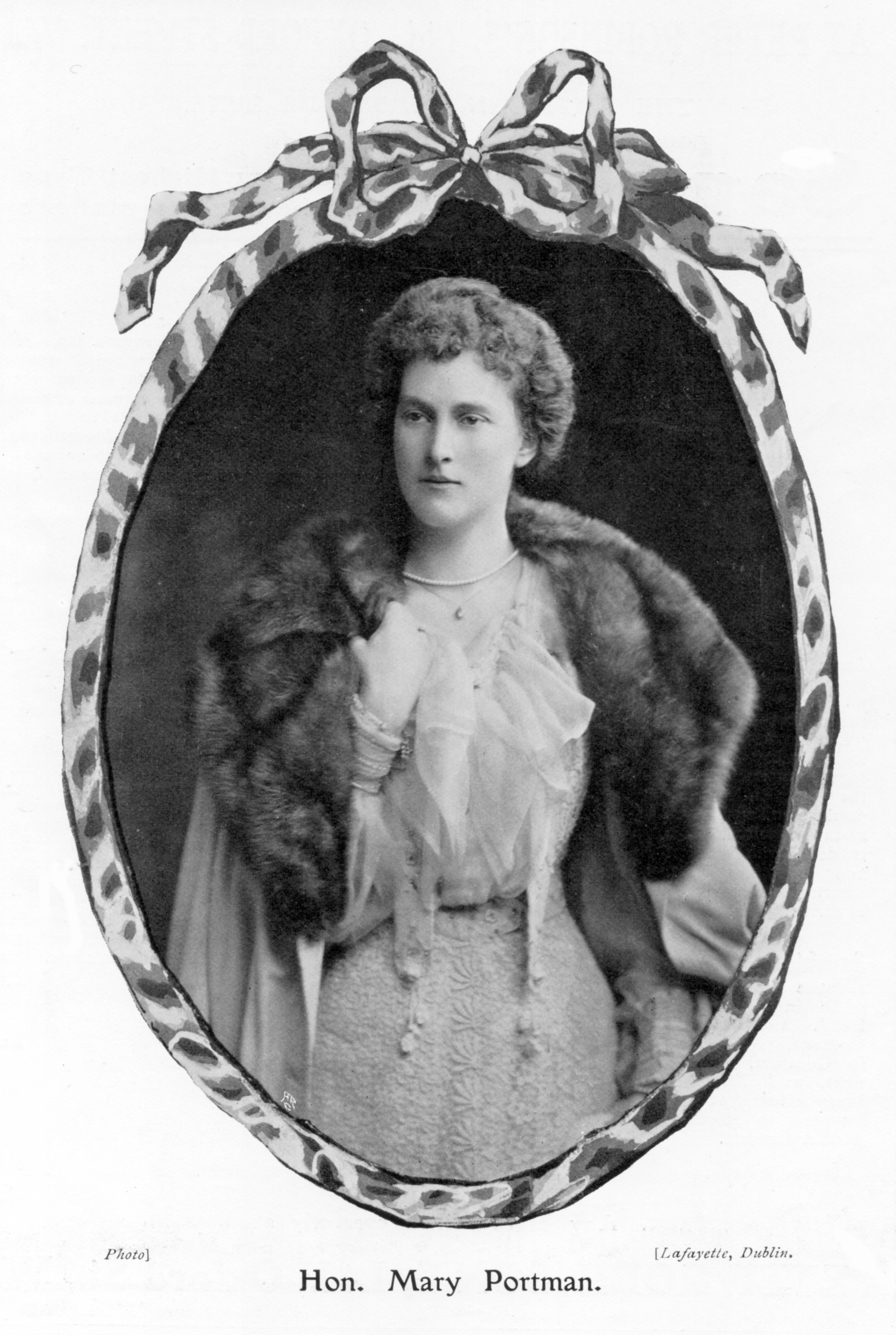
Porträt Mary Portman 1905

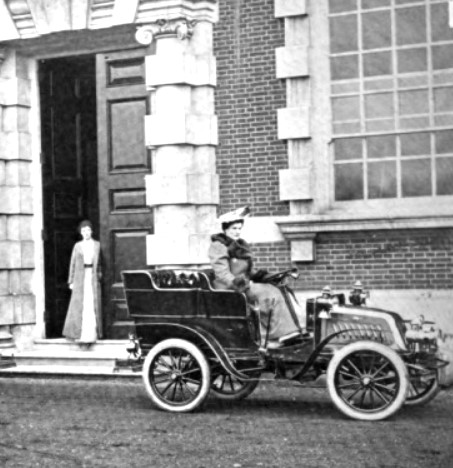
Mary Isabel Portman in ihrem 9,5 PS Clément

Hon. Mary Isabel Portman (* 27. April 1877 in London; † 29. Januar 1931 in Montreux) war eine englisch-britische Adlige, Violinistin und frühe Automobilistin.

## Leben
Mary Portman wurde als jüngstes Kind von William Henry Berkeley Portman, 2. Viscount Portman und seiner ersten Gattin Mary Selina Charlotte Wentworth-Fitzwilliam, der Enkelin des 5. Earl Fitzwilliam in 22 Portman Square, London W1 geboren. Als Tochter eines der reichsten Großgrundbesitzer in England lebte Mary in privilegierten Verhältnissen. Ab 1894 wohnte die Familie in dem neu erbauten imposanten Bryanstan House in Dorset. Nach dem Tod der Mutter 1899 führte Mary ihrem Vater den Haushalt mit 30 Personen Dienstpersonal, bis er 1908 erneut heiratete.
Mary Portman war eine frühe Automobilistin. Die Zeitschrift The Car Illustrated widmet Portman 1903 einen eigenen ausgiebig bebilderten Artikel, der u. a. die französischen De Dion und Clément-Wagen auf Bryanston zeigt.
Sie wurde eine versierte Violinistin, die unter anderem Unterricht bei Richard Wagners Konzertmeister August Wilhelmj erhielt, der 1894 nach London gezogen war. Im Verlauf ihres Lebens besaß sie drei berühmte Geigen: eine Stradivari aus dem Jahr 1722, ein Geschenk zu ihrem 21. Geburtstag, die sie 1908 ihrem Lehrer Wilhelmj überließ, eine Guarneri aus dem Jahr 1735 aus dem Besitz Fritz Kreislers, die noch heute als „Mary Portman“ bekannt ist, und eine weitere Guarneri aus dem Jahr 1738, deren Vorbesitzer der norwegische Virtuose Ole Bull war.
1908 ging Portman zu weiterer Ausbildung nach Berlin, wo sich eine lebenslange intime Freundschaft mit der Pianistin Amy Hare (1862–1939) entwickelte, die am Klindworth-Scharwenka-Konservatorium in Berlin unterrichtete. Die beiden lebten zusammen in Charlottenburg, wo Portman 1910 als "Frl., Privatiere" in der Schlüterstraße 51 gemeldet war. Sie konzertierten in England bis in die 1920er-Jahre gemeinsam bei Wohltätigkeitsveranstaltungen. Noch 1927 tritt Hare als Solistin in Begleitung der Berliner Philharmoniker mit Tschaikowskys erstem Klavierkonzert auf.
In ihrem Testament vermacht Portman ihr einen Großteil ihres stattlichen Vermögens einschließlich der „Mary Portman“-Guarneri. Der australischen Geigerin Elsie Playfair (1884–1966), die in einem Londoner Haus von Portman wohnt, lässt sie dieses Besitztum und ihre „Ole Bull“-Guarneri zukommen.
Für eine in manchen Quellen behauptete Beziehung zur englischen Komponistin und Suffragette Ethel Smyth gibt es keinerlei Beweise.

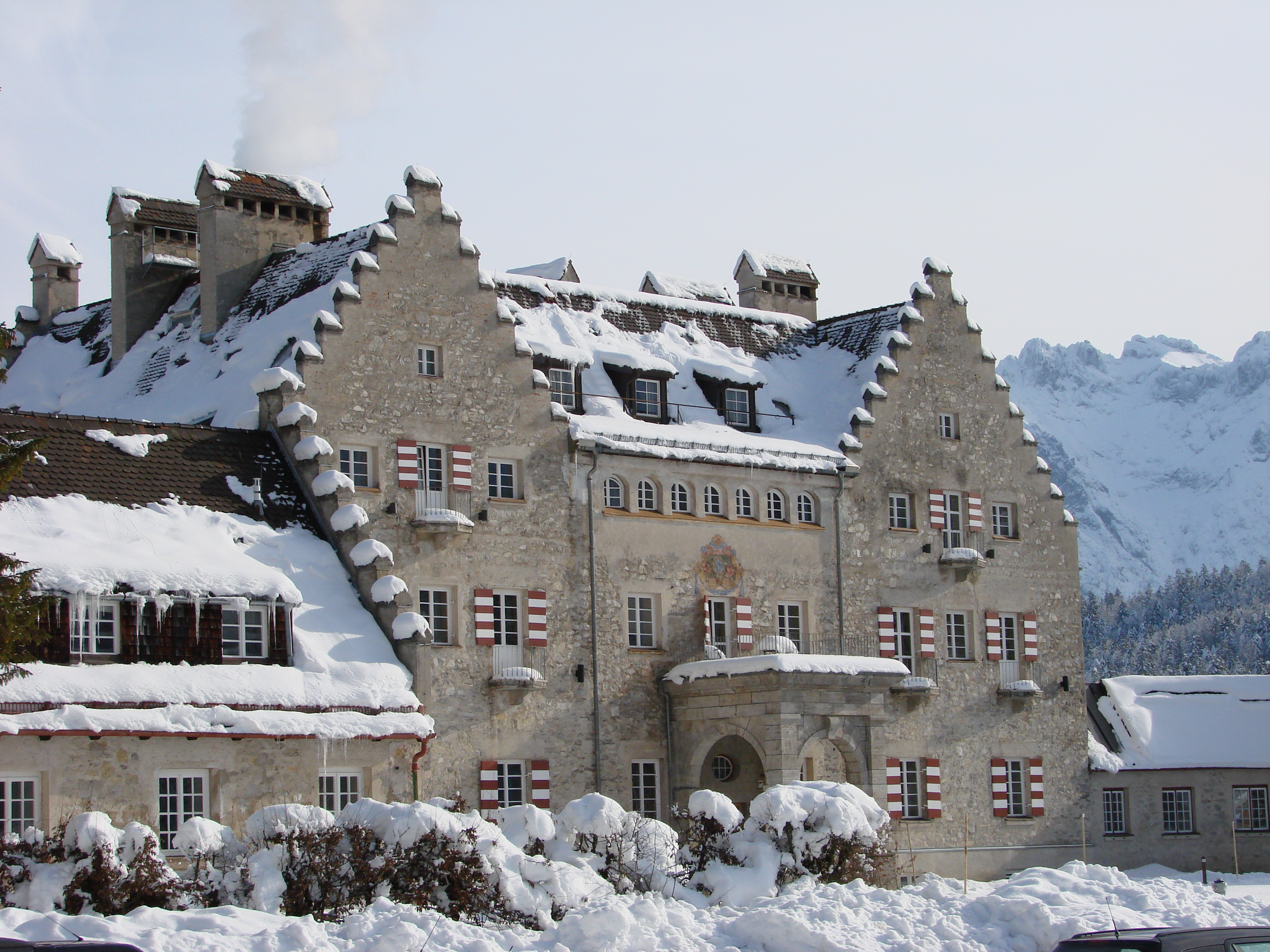
Schloss Kranzbach

1913 beschloss Portman anlässlich eines Ausflugs zum Schachen spontan, sich auf einer abgelegenen Anhöhe bei Klais (Krün) mit beeindruckendem Ausblicken auf das Wetterstein- und Karwendelgebirge ein eigenes Anwesen mit Konzertsaal bauen zu lassen, das spätere Schloss Kranzbach. Die Planung wurde dem angesehenen Architekturbüro Blow und Billerey übertragen. Da es ihr aber nach Kriegsbeginn 1914 in Deutschland nicht mehr möglich war, Geld aus „Feindesland“ zu beziehen, drohte ihr wegen ausstehender Rechnungen die Verhaftung. Nur das Eingreifen des amerikanischen Botschafters und des General-Konsuls in München, die die Schulden für das fast fertige Bauwerk übernahmen, bewahrte Portman vor dem Gefängnis in München. Sie zog aufgrund der unsicheren Lage in Deutschland umgehend zurück nach London. Den 1915 fertiggestellten Besitz in den bayerischen Bergen hat sie nie zu sehen bekommen.
Laut konsularischer Todesurkunde starb Mary Isabel Portman am 29. Januar 1931 im Hotel Eden in Montreux. Das örtliche Fremdenbuch zeigt, dass ihr Bruder George Berkeley Portman und seine Frau sich ebenfalls in Montreux aufhielten. Die Verstorbene wurde auf dem Friedhof von Durweston neben ihren Eltern beigesetzt.